# Bergtal
Bergtal (Bergthal en allemand) (rebaptisée Rotfront en 1927) est initialement une colonie allemande à 60 km à l'est de Bichkek, au Kirghizistan, près de la frontière du Kazakhstan, qui comporte toujours une importante minorité allemande aujourd'hui.

## Historique
À la fin du XIXe siècle, des colons allemands de l'Empire russe sont déplacés vers l'Asie centrale afin d'obtenir de nouvelles terres. La majorité de ces colons était mennonite.
Le village de Bergtal était initialement l'une des nombreuses colonies allemandes du Kirghizistan et a été établi sur des sols très riches, dans la vallée, au pied des montagnes Tian Shan, par des baptistes et des familles de mennonites, qui avaient d'abord émigré de la Frise orientale 300 ans plus tôt pour échapper à l'enrôlement forcé, et à la fin du XIXe siècle, ont été déplacées vers l'Asie centrale à partir de la Volga et de la Crimée.
Avec l'ère stalinienne de l'Union soviétique, le village a été rebaptisé Rotfront en 1927 et toutes les pratiques religieuses y ont été interdites. Pendant le Troisième Reich, les Allemands de souche de Rotfront ont été l'objet de méfiance et de discrimination. Ils ont essayé d'expliquer qu'ils n'avaient pas de lien avec ces Allemands en se référant à leurs lointains ancêtres ou à des parents polonais.
Avec le début de la perestroïka sous Gorbatchev les villageois purent enfin pratiquer librement leur foi religieuse. Après la fin de l'Union soviétique, de nombreux Allemands ont émigré du Kirghizistan vers l'Allemagne, à cause de l'effondrement des fermes collectives et des entreprises d'État où de nombreux emplois avaient été supprimés. En 1990, environ 900 personnes de souche allemande vivaient dans le village, et aujourd'hui, leur nombre est tombé à environ 500. Rotfront / Bergtal est probablement le seul village de l'Asie centrale qui conserve une forte minorité allemande. Mennonites, les habitants continuent de rejeter la consommation d'alcool, la télévision, le cinéma et la danse.

## Aujourd'hui
Après l'indépendance du Kirghizistan, en 1991, le village a récupéré son nom initial. Un petit musée, créé  avec l'appui financier du gouvernement allemand, dans la maison de l'école, affiche des lettres et des photos racontant la migration de leurs ancêtres au Kirghizistan et leur vie passée dans le village. Depuis le début des années 1990, le gouvernement allemand fournit un professeur d'allemand pour la communauté. De plus des aides financières et matérielles ont été octroyées par le gouvernement allemand pour la coopérative agricole locale, mais la plupart ont été gaspillées ou mal utilisées.
En 1995, un film intitulé Milch und Honig aus Rotfront (Le lait et le miel de Rotfront) dépeint la vie des villageois allemands de Bergtal.
Aujourd'hui Bergtal / Rotfront est la deuxième plus grande communauté de souche allemande en Asie centrale, bien qu'une majorité de la population soit d'ascendance kirghize.

## Livres
- (de) Robert Friesen, Auf den Spuren der Ahnen : 1882 - 1992 ; die Vorgeschichte und 110 Jahre der Deutschen im Talas-Tal in Mittelasien ; Ansiedlungen : Nikolaipol, Gnadental, Gnadenfeld, Köppental, Leninpol, Ak-Metschet bei Chiwa, Hohendorf, im Talas-Tal, Orlow, Johannesdorf, Kalininskoje, Tochterkolonien im Tschu-Tal Grünfeld und Bergtal, Minden, Friesen, 2001, 382 p. (ISBN 3-9805205-5-2)
- Jörg Heuer, Bei Kellers in Kirgisien, National Geographic, Gruner + Jahr, Dezember 2006, ISSN